# Inowrocław
Inowrocław (alemão: Inowrazlaw ou Hohensalza 1904-1920/1939-1945) é um município da Polônia, na voivodia da Cujávia-Pomerânia e no condado de Inowrocław. Estende-se por uma área de 30,42 km², com 72 561 habitantes, segundo os censos de 2019, com uma densidade de 2385 hab/km². Inowrocław pertenceu anteriormente à voivodia de Bydgoszcz (1975-1998). Inowrocław é uma cidade industrial localizada cerca de 40 km a sudeste de Bydgoszcz conhecida por seus banhos de água salgada e minas de sal.

## Desporto
- SSA Notec Inowroclaw - equipe de basquetebol masculino, sétimo na Era Basket Liga na temporada 2003/2004.
- Sportino Inowroclaw - equipe de basquetebol masculino, que substituiu a SSA Notec, mas na Primeira Liga.
- Goplania Inowroclaw - equipe de futebol masculino, eles jogam na quarta liga.
- Cuiavia Inowroclaw - equipe de futebol masculino, eles jogam na quarta liga.

## História
- 1185 primeira vez que foi mencionada
- século XII luta contra os Cavaleiros Teutônicos
- século XIII recebe os privilégios de cidade
- século XV descoberta de depósitos de sal
- 1875 primeiros banhos termais

Inowrocław passou para o Reino da Prússia em 1772 durante a primeira partição da Polônia e anexada ao Distrito de Netze. Após o Congresso de Viena (1815), a área tornou-se parte da Província de Posen da Prússia. A cidade e a região receberam o nome de Hohensalza em 5 de dezembro de 1904. A área foi devolvida à Polônia depois do Tratado de Versalhes e retornou a seu antigo nome.
Durante a Segunda Guerra Mundial, Inowrocław foi tomada pelo exército alemão em 11 de setembro de 1939 e tornou-se parte do distrito militar alemão (Militärbezirk) de Posen e novamente chamada de Hohensalza. A cidade foi incorporada pelo Reich Alemão em 26 de novembro de 1939, inicialmente parte do Reichsgau Posen (1939) e mais tarde do Reichsgau Wartheland (1939-1945). As forças alemãs foram derrotadas pelo Exército Vermelho em  janeiro de 1945 e a cidade retornou à Polônia.

## Marcos e monumentos

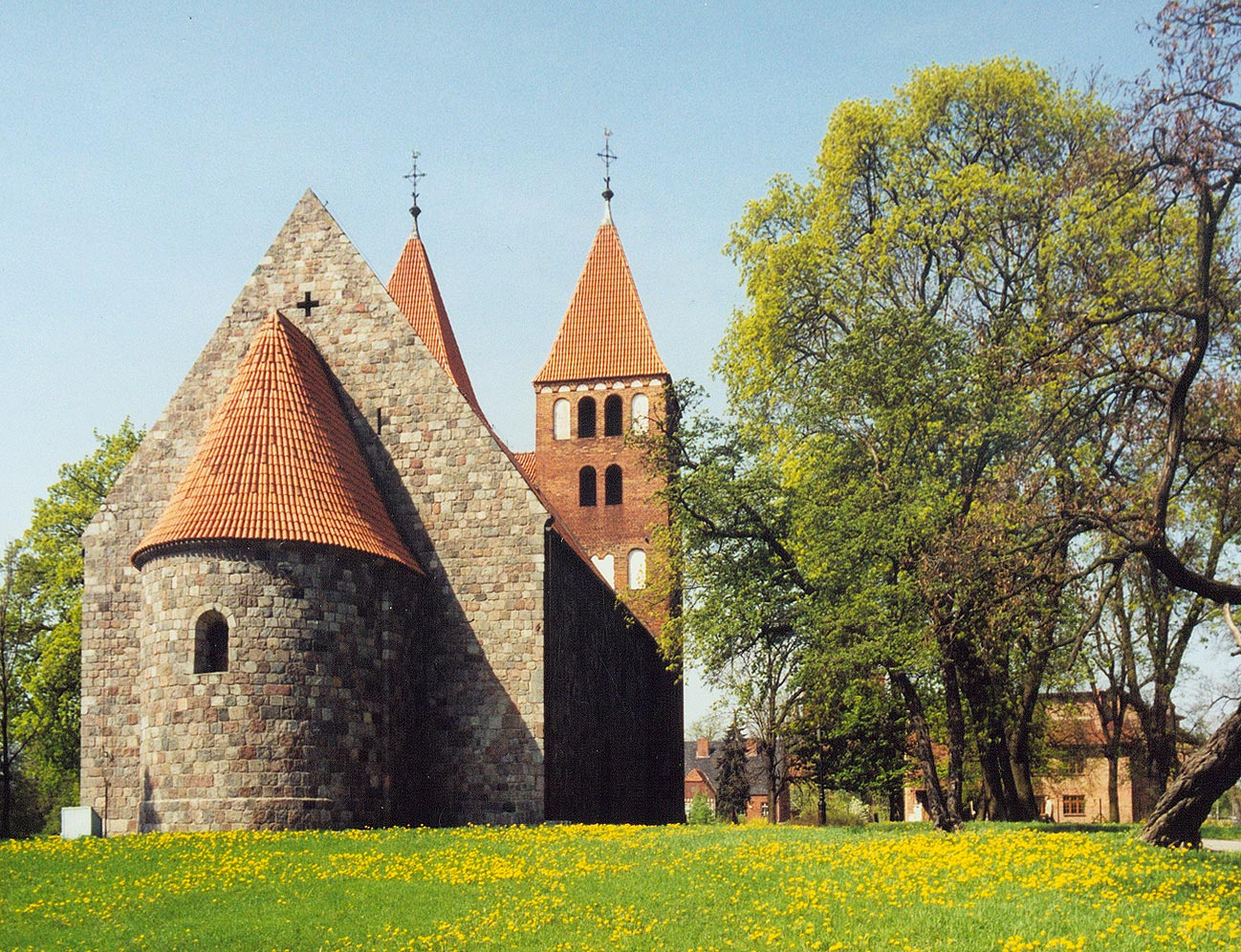
Igreja da Virgem Maria em Inowrocław.

- A igreja romanesca da Virgem Maria datando do final do século XII ou início do XIII, construída com pedras de granito e tijolos. Em 1834 foi destruída pelo fogo, parcialmente reconstruída na década de 1950.
- A igreja em estilo gótico de São Nicolau, inicialmente construída no meio do século XIII, a atual construção data do século XV após ter sido destruída, restaurada no século XVII.
- A igreja neo-romanesca da Anunciação da Virgem Maria, construída entre 1898 e 1900, consagrada em 1902, é a maior igreja da cidade, com uma torre de 77 metros de altura. O lado norte ruiu devido a uma falha na construção em 1909 e só foi reconstruída após 1929.
- A igreja da guarnição militar de Santa Bárbara e São Maurício.
- A casa da família Czabańscy com sua construção por volta de 1800.
- Casas, hotel "Bast" e spas do fim dos séculos XIX e XX.